# Kadiria
Kadiria là một đô thị thuộc tỉnh Bouira, Algérie. Dân số thời điểm năm 2002 là 17.923 người.